# Armand
Armand je lik iz Vampirskih kronika, serije novela Anne Rice. 

## Opis
Suprotno njegovom izgledu u filmu Intervju s vampirom (gdje ga je glumio Antonio Banderas), Armand ima prelijepo, dječačko lice, dugu, kovrčavu kestenastu kosu i tamne smeđe oči. Njegov izgled uspoređivao se s Kupidom i Botticellijevim anđelom. 
Ispočetka Armand je nevin, idealistički mladić, no stoljeća vječne mladosti u kontrastu s nepredviđenim, često žalosnim preokretima u njegovom životu pretvorila su ga u ogorčenog cinika. 

## Armand kao smrtnik
Rođen je s imenom Andrej u Rusiji, u obitelji lovca Ivana. Još u ranoj mladosti pokazao je talent za umjetnost, pa su ga svećenici u pravoslavnoj crkvi zaposlili da slika njihove religiozne ikone. Bili su toliko impresionirani Armandovim radom da su mu rekli da posjeduje poseban Božji dar. No, s vremenom rasla je napetost između Ivana i svećenika. Prekretnica se dogodila kad su svećenici odlučili zakopati Armanda živog u grobnicu kako bi slikao do smrti. Razbješnjen, otac mu je rekao da ode slikati za princa Michaela, vladara njihove provincije. Međutim, na putu do tamo, grupa je napadnuta, a Armanda su odveli kao roba. Ukrcali su ga na brod za Konstantinopol gdje je trebao biti prodan. Za to vrijeme, Armand je doživio gubitak pamćenja radi emocionalnih i psihičkih trauma koje je proživio, te je zaboravio sve o sebi i svom rodnom kraju.   
Tu ga kupuje vampir Marius i odvede u svoje prihvatilište. Kroz sljedeće 2-3 godine Armand i Marius razviju blizak, seksualni odnos. 

## Armand kao vampir
Kad je imao 16-17 godina, Armanda je izazvao na dvoboj mačevima engleski lord Harlech, koji je bio opsjednut njime nakon što je proveo tri dana i noći s njim. Uboo je Armanda mačem i on je skoro umro od otrova koji je bio na njemu. Da ga spasi, Marius ga je pretvorio u vampira. Dok jednog dana, sotonski kult vampira, predvođen Santinom, ne upadne u Mariusovu kuću i otme Armanda. Odlaze s njim u Pariz i žive tamo 300 godina dok ne dođe Lestat. Kako je kult oteo Lestatovu smrtnu ljubav Nicolasa, Lestat se pobunio protiv njihovih uvjerenja i vjere, te nazvao njihov kult smiješnim i neprikladnim za doba u kojem žive. Kad je Armand shvatio da Lestat govori istinu, ubio je većinu sljedbenika i s preživjelima se pridružio Théâtre des Vampiresu. 
Početkom 18. stoljeća, zaljubljuje se u Louisa s kojim živi do 1970. Kasnije ima aferu s Danielom Molloyom, novinarom koji je intervjuirao Louisa, te ga nakon 12 godina pretvori u vampira. 
Armand je također bio prisutan kad se Lestat vratio s putovanja u raj i pakao. Bio je šokiran kad je vidio da je Lestat donio Veronikinim rubac, te se pokušao ubiti izloživši se suncu. Spasila su ga dvoje smrtnika, Benji i Sybelle. Pokušao je ostati s njima u normalnom, ljudskom odnosu, pa ih je tako kad je otišao ispričati svoju priču Davidu Talbotu, Lestatovom naučniku, ostavio na čuvanje Mariusu. No, kad se vratio vidio je da ih je Marius pretvorio u vampire i to ga slomi.